# NGC 2558
NGC 2558 (również PGC 23337 lub UGC 4331) – galaktyka spiralna z poprzeczką znajdująca się w gwiazdozbiorze Raka. Odkrył ją William Herschel 13 lutego 1787 roku. Jest to galaktyka z aktywnym jądrem typu LINER.